# Pescuit sportiv (film)
Pescuit sportiv este un film românesc de lungmetraj, regizat de Adrian Sitaru  în 2009. Rolurile principale au fost interpretate de actorii Adrian Titieni, Ioana Flora, Maria Dinulescu și Nicodim Ungureanu.

## Distribuție
- Maria Dinulescu — rolul Ana
- Ioana Flora — rolul Iubi
- Nicodim Ungureanu — rolul Ionuț
- Adrian Titieni — rolul Mihai
- Laura Voicu — rolul a patra prostituată
- Alexandru Georgescu — rolul șoferului
- Sorin Vasilescu — rolul vânătorului
- Virginia Constantinescu — rolul a treia prostituată
- Monica Nica — rolul prima prostituată
- Claudiu Ruse — rolul primul copil

## Vezi și
- Romanian New Wave